# Boumia (Batna)
Boumia (în arabă بومية) este o comună din provincia Batna, Algeria.
Populația comunei este de 854 de locuitori (2008).